# Nemastomoides elaveris
Nemastomoididae, Nemastomoides
Famille
Genre
Espèce
Nemastomoides elaveris, unique représentant du genre fossile Nemastomoides et de la famille fossile des Nemastomoididae, est une espèce fossile d'opilions dyspnois.

## Fossiles
Selon Paleobiology Database en 2025, cette famille des Nemastomoididae a deux collections référencées de fossiles. Ces deux collections de fossiles sont Westphalien D du Pennsylvanien moyen au Gzhélien du Pennsylvanien supérieur du Carbonifère supérieur, c'est-à-dire datent de 309,8-298,9 Ma avant notre ère .

## Distribution
Cette espèce a été découverte dans les séries houillères de Commentry dans l'Allier en France. Elle date du Carbonifère.

## Description
L'holotype mesure 3 mm.

## Sous-ordre
Selon World Catalogue of Opiliones (20/04/2021) :
- Acropsopilionoidea Roewer, 1923
  - Acropsopilionidae Roewer, 1923
  - † Halithersidae Dunlop, Selden & Giribet, 2016
- Ischyropsalidoidea Simon, 1879
  - Ischyropsalididae Simon, 1879
  - Sabaconidae Dresco, 1970
  - Taracidae Schönhofer, 2013
  - famille indéterminée
    - † Piankhi Dunlop, Bartel & Mitov, 2012
- Troguloidea Sundevall, 1833
  - Dicranolasmatidae Simon, 1879
  - Nemastomatidae Simon, 1872
  - Nipponopsalididae Martens, 1976
  - Trogulidae Sundevall, 1833
  - † Eotrogulidae Petrunkevitch, 1955
  - † Nemastomoididae Petrunkevitch, 1955
- super-famille et famille indéterminée
  - † Ameticos Garwood, Dunlop, Giribet & Sutton, 2011
  - † Echinopustulus Dunlop, 2004

## Publications originales
- Thévenin, 1901 : « Sur la découverte d’arachnides dans le terrain houiller de Commentry. » Bulletin de la Société Géologique de Francesér. 4, , vol. 1, p. 605–611 (texte intégral).
- Petrunkevitch, 1955 : Arachnida. Treatise on invertebrate paleontology, Part P, Arthropoda 2. Geological Society of America, Boulder, and University of Kansas Press, Lawrence, p. 42–162.